# Skiotocharax meizon
Skiotocharax meizon är en fiskart som beskrevs av Presswell, Weitzman och Patricia R. Bergquist 2000. Skiotocharax meizon ingår i släktet Skiotocharax och familjen Crenuchidae. Inga underarter finns listade i Catalogue of Life.